# روزهای در پیش
روزهای در پیش (کاتالونیایی: Els dies que vindran) فیلمی درام به کارگردانی کارلوس مارکس-مارست است که در سال ۲۰۱۹ منتشر شد. این فیلم دربارهٔ احساسات یک زن و شوهر در دوران بارداری است و زوج داوید برداگر و همسرش ماریا رودریگس (که واقعاً باردار است) در آن بازی می‌کنند.